# Academia Națională de Artă din Kazahstan
Academia Națională de Arte T.K. Zhurgenov (în kazahă Т. Қ. Жүргенов атындағы Қазақ ұлттық өнер академиясы, abreviat KazNAA) este principala școală de teatru, film, dramă, arte plastice și design din Almatî, Kazahstan. Academia a început ca facultatea de teatru a Institutului de Arte Kurmangazy, cunoscut astăzi ca Conservatorul Național Kazah, în 1955. A fost numită după oficialul Partidului Comunist Temirbek Zhurgenov (1898-1938) în 1989.
În cadrul Academiei de Arte T.K. Zhurgenova funcționează un studio de televiziune studențesc, care este o platformă educațională importantă pentru dezvoltarea creativității studenților și pentru demonstrarea publică a rezultatelor muncii lor.
Academia desfășoară activități în cadrul programelor educaționale internaționale Erasmus+, Mevlana și DAAD.

## Istorie

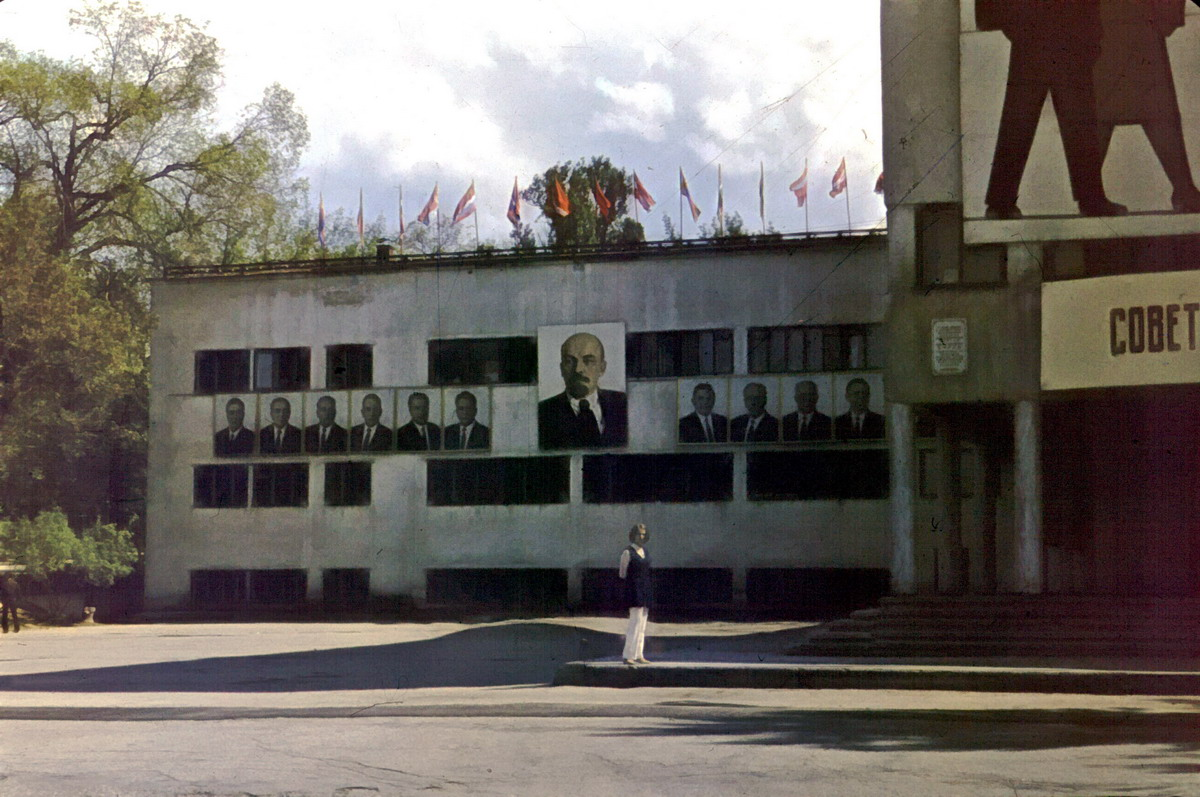
Clădirea instituției de învățământ a Universității de Stat Kirov din Kazahstan (1969)

Istoria Academiei începe în 1955, când Artistul Poporului din RSS Kazahă, A.T. Tokpanov, a deschis Departamentul de Teatru la Conservatorul de Stat Kurmangazy din Alma-Ata. În 1977, acesta a devenit Institutul de Artă Teatrală din Alma-Ata. În 1978, primii studenți au fost admiși la facultățile de teatru și artă.
În anul universitar 1982-1983, institutul avea 490 de studenți și 95 de profesori, inclusiv 5 profesori și doctori în științe, 7 conferențiari și candidați în științe.
Pe 28 ianuarie 1989, institutul a fost numit după primul Comisar al Poporului pentru Educație din Kazahstan, Temirbek Karayevich Zhurgenov.
În 1993, universitatea a fost reorganizată în Institutul de Stat de Teatru și Cinematografie Zhurgenov, fiind organizată și Facultatea de Film și TV. Pe 22 iunie 1994, a fost fondată Școala Superioară de Coregrafie Zhurgenov la KazGITC, care a fost ulterior transformată în Facultatea de Coregrafie.
În 2000, prin fuziunea Institutului de Stat de Teatru și Cinematografie Zhurgenov și a Academiei de Artă din Kazahstan, a fost înființată Academia de Arte Zhurgenov din Kazahstan.
Pe 5 iulie 2001, printr-un decret al președintelui kazah Nazarbaev, Academiei i-a fost acordat un statut special de „universitate națională”.

## Facultăți
- Artele spectacolului
- Arta muzicală
- Coregrafie
- Film, TV și Istoria Artei
- Arta varietăților
- Pictură, Sculptură, Design și Artă Aplicată

## Telestudioul studențesc
Academia de Arte Zhurgenov are un studio de televiziune studențesc, care este conceput ca o platformă educațională pentru a dezvolta abilitățile studenților de a crea și de a-și prezenta public munca.

## Clădirea Academiei
După transferul capitalei RSS Kazahă de la Qyzylorda la Alma-Ata, a devenit necesară construirea unui nou centru administrativ pentru instituțiile de stat. Prin urmare, construcția unei clădiri pentru Sovnarkom-ul RSS Kazahă (situată de-a lungul străzii Kirov, acum strada Bogenbai Batîr [ru]) a fost realizată în perioada 1927-1931. Arhitecții proiectului au fost Moisei Ginzburg și Ignati Milinis; inginerul a fost V. Orlovski. Designul constructivist al clădirii a câștigat Concursul Unional al Societății de Arhitectură din Moscova.
Clădirea a fost ocupată de Levon Mirzoyan, Prim-secretar al Comitetului Central al Partidului Comunist din Kazahstan.
În 1941, clădirea a fost reconstruită de arhitecții B. Dergachev, G. Kușnarenko și inginerul N. Orazmîbetov, în urma căreia au fost finalizate aripile și a fost înlocuit acoperișul.
După construirea unei noi clădiri guvernamentale în 1958, structura a fost transferată Universității de Stat Kirov din Kazahstan. În această perioadă, în vestibulul clădirii academice se afla un monument al lui Kirov.
În 1982, clădirea a găzduit Institutul de Teatru și Artă, care ulterior a fost redenumit Institutul de Teatru și Cinematografie din Almatî Zhurgenov.